# تشاد غرين
تشاد غرين (بالإنجليزية: Chad Green)‏ هو لاعب كرة قاعدة أمريكي، ولد في 28 يونيو 1975 في دونكيرك في الولايات المتحدة.

## وصلات خارجية
- تشاد غرين على موقعبيزبول رفرنس.كوم (الدوري الثانوي) (الإنجليزية)
- تشاد غرين على موقع أوليمبيديا (الإنجليزية)